# EMSCHERplayer
Der EMSCHERplayer: Kunst – Kultur – Kommunikation wurde 2006 von Karl-Heinz Blomann als Kunstprojekt gegründet. Sein Ziel war, als akustisches Gedächtnis den von der Emschergenossenschaft im Rahmen des Projekts Umbau des Emschersystems betriebenen Renaturierungsprozess der Emscher zu begleiten und zu dokumentieren. Im Lauf der Jahre wurde das inhaltliche Spektrum um Fotos, Videos, Podcasts und einen wissenschaftlich fundierten Magazinbereich erweitert.
So versteht sich der EMSCHERplayer heute als Informationsplattform, die Taten, Worte, Bilder und Töne verbindet. Er zielt darauf, eine Reaktion, ein Verhalten, eine Einstellung und eine Haltung auszulösen. Er ist eine multimediale Dokumentation regionaler Transformation.

## Beschreibung
Die Emscher verläuft auf ca. 85 km durch die ehemalige Kohle- und Stahlproduktionsregion Ruhrgebiet und wird seit der Industrialisierung in den 1930er Jahren als Kloake, als offen verlaufender Abwasserkanal genutzt. Mit ihrem Ost-West-Verlauf quer durch zentrale Städte des Ruhrgebiets prägte sie über Jahrzehnte das Stadtbild und Lebensgefühl der Menschen. Seit 1995 wird die Emscher bis zum Jahr 2020 im Rahmen eines Masterplans Emscher-Zukunft umgebaut und erneuert. Diese geplante Rückgewinnung der Flusslandschaft ist in Europa einzigartig. Trägerin der ökologischen Maßnahme ist die Emschergenossenschaft mit Sitz in Essen.
Der EMSCHERplayer begleitet als Internetplattform dieses Umbauprojekt, indem er die Entwicklung dokumentiert, Stimmungen einfängt, Ausblicke gibt und Rückblicke ermöglicht. Im Zentrum stehen die soziale, interkulturelle und politische Kommunikation in der Region, das technische Prozedere der Baumaßnahmen sowie Kunst- und Kulturprojekte, die im Kontext des Umbauprojektes stattfinden. Der EMSCHERplayer ist eine Datenbank mit den Schwerpunkten Kunst, Kultur und Kommunikation, in der Klänge, Stimmen, Bilder, Texte und Filme aus dem Emschertal den Wandel der Region erfahrbar und erlebbar machen. Im Magazin diskutieren Persönlichkeiten aus Wissenschaft, Kultur, Politik und Administration verschiedene Aspekte regionaler Transformation.
Interviewer, Geräuschesammler, Klangkünstler, Fotografen, Filmemacher und Autoren legen multimediales Gedächtnis der Emscherregion an. Im EMSCHERplayer werden u. a. Interviews mit Anwohnern, Politikern, Bauarbeitern, O-Töne von Prominenten aus der Region, akustische Aufzeichnungen von technischen Arbeitsprozessen, Filme, Fotos und Podcasts zu aktuellen Themen erstellt, gesammelt und frei zugänglich gemacht.
Zudem stellt der EMSCHERplayer das Experimentierfeld Quellräume vor. Hier gestalten verschiedene Künstler das Thema „Veränderung“ in interaktiven Kreationen. Darüber hinaus bietet die Klangkarte die Möglichkeit, in einem virtuellen Streifzug ausgewählte Orte multimedial zu erkunden.
Der EMSCHERplayer versteht sich als Kommunikationsplattform, die zur Auseinandersetzung mit den Veränderungen in der Region auffordert.